# سوریانو نل چیمینو
سوریانو نل چیمینو (به ایتالیایی: Soriano nel Cimino) یک کومونه در ایتالیا است که در استان ویتربو واقع شده‌است. سوریانو نل چیمینو ۷۸٫۴۸ کیلومتر مربع مساحت و ۹٬۴۶۶ نفر جمعیت دارد و ۵۰۹ متر بالاتر از سطح دریا واقع شده‌است.